# بلوط بازه (مقاطعة دلفان)
بلوط بازه (بالفارسية: بلوط بازه) هي مستوطنة تقع في قسم ايتيوند الجنوبي الريفي (مقاطعة دلفان) في إيران. يقدر عدد سكانها بـ 166 نسمة بحسب إحصاء 2016.